# Guru Guru - Il girotondo della magia
Guru Guru - Il girotondo della magia (魔法陣グルグル?, Mahōjin Guru Guru) è un manga fantasy di Hiroyuki Etō, da cui è stata tratta una serie televisiva anime omonima trasmessa in Italia su Rai 2. Il manga è una parodia dei vecchi giochi di ruolo alla giapponese come le serie di Dragon Quest, Final Fantasy e The Legend of Zelda, e spesso durante la storia vengono mostrate descrizioni delle caratteristiche dei personaggi (punti vita, livello) mentre un narratore spiega gli eventi in un modo che rievoca i videogiochi di ruolo.
Esistono tre serie animate di Guru Guru. La prima risale al 1994, è intitolata Guru Guru - Il girotondo della magia e conta 45 episodi. La seconda, datata 2000, conta 38 episodi ed è intitolata Guru Guru - Batticuore della magia. Le prime due serie non hanno un collegamento netto tra di loro, in quanto la prima serie è stata realizzata quando il manga era ancora all'inizio e molte puntate sono state realizzate con una storia un po' diversa da quella della versione cartacea. La seconda serie riparte da metà della prima serie e racconta l'avventura avvicinandosi maggiormente al manga. Tra le due serie è stato anche realizzato un film intitolato Mahoujin Guru Guru. Un nuovo adattamento anime di ventiquattro episodi, intitolato Magical Circle Guru-Guru e prodotto da Production I.G per la regia di Hiroshi Ikehata, è stato trasmesso dall'11 luglio al 19 dicembre 2017.
Il manga è stato inizialmente edito in Italia da Dynamic Italia, interrompendosi al nono dei 32 volumi previsti. In seguito, la ripubblicazione completa della prima serie del manga è stata annunciata da Edizioni BD nel 2023.
In tutto il mondo, ad eccezione dell'Asia, gli episodi della nuova serie sono stati trasmessi in streaming in simulcast, anche coi sottotitoli in lingua italiana, da Crunchyroll.
Dal manga è stato tratto uno spin-off intitolato Buyuuden Kita Kita centrato sul personaggio di Hedvarg. Nel novembre 2012 è iniziata la pubblicazione in patria di Guru Guru 2, sequel del manga che riprende la storia poco dopo la sconfitta di Giri. L'arrivo di un nuovo re malvagio spinge Nike e Kokori a intraprendere un nuovo viaggio.

## Trama

### Prima serie
Trecento anni prima dell'inizio delle vicende del manga, il continente JamJam subì l'attacco del malvagio Giri, il sommo re del male. Il re di JamJam chiamò a sé l'aiuto del popolo dei Migu Migu, in possesso dell'antica arte magica Guruguru. I Migu Migu intrappolarono il malvagio re del male Giri in un sigillo magico, dove sarebbe rimasto rinchiuso per i successivi tre secoli.
La storia ha inizio quando il sigillo si rompe e Giri può tornare a terrorizzare il continente di JamJam. Re Urga XIII decise allora di convocare tutti i guerrieri del continente in modo da trovare il prescelto che possa salvare ancora una volta il suo popolo dalla minaccia delle tenebre.
Nike è un tredicenne, figlio di Bud e Lena, che vive nel villaggio di Jimina e sin da bambino è stato educato per diventare il Valoroso Guerriero; pertanto non può esimersi dal rispondere alla convocazione e presentarsi al castello. Prima di partire, la strega del villaggio gli affida la giovane strega Kokori, sua coetanea e ultima discendente della stirpe dei Migu Migu.
La scelta del re ricade su di loro, e iniziano così le avventure dei due ragazzi che per poter sconfiggere il re del male dovranno trovare i cerchi magici Guru guru sparsi per il mondo che gli daranno le forze per portare a termine la missione.
Durante il loro viaggio faranno numerosi incontri: Edvarg, il vecchietto dalla danza Kita Kita, terribile e dall'abbigliamento stralunato. Gipple, sarcastico spiritello dell'aria che li guida. Gale, cavaliere fanfarone ed Ena, splendida maga e compagna di Gale. Runrun, affascinante strega assistente del Gran Maestro della Gilda delle Tenebre, un potente stregone trasformato in barboncino bianco.

### Seconda serie
Nella seconda serie, invece, Kokori riceve dallo spirito del defunto capo dei Migu Migu il compito di allearsi con i re demoni, potenti mostri che controllano la forza magica di determinate aree. Nike deve impadronirsi di quattro spade: una del fuoco, una dell'acqua, una della terra ed una dell'aria, per poi fonderle e ricavare la spada Kirakira. Così, accompagnati dal folletto Gipple, i due eroi partono alla volta di nuove avventure sempre con l'intento di sconfiggere il re del male Giri. Durante il loro viaggio i due eroi faranno conoscenza con nuovi personaggi e rincontreranno alcune vecchie conoscenze come il ben noto Edvarg, danzatore Kita Kita.

## Personaggi

### Protagonisti

Nike e Kokori nella seconda serie anime

Kokori (ククリ?, Kukuri)
Doppiata da: Konami Yoshida (serie 1994 e 2000), Konomi Kohara (serie 2017) (ed. giapponese), Maria Letizia Scifoni (serie 1994 e 2000) (ed. italiana)
È l'ultima erede della leggendaria stirpe Migu Migu, ed è in grado di utilizzare l'antica arte magica del Guru Guru che consiste nel tracciare cerchi magici dai quali vengono evocati mostri ed entità sconosciute. Data la sua giovane età e la sua grande inesperienza le sue capacità magiche sono ancora imperfette e spesso provocano imprevisti e comici effetti collaterali. È innamorata del suo compagno d'avventure Nike, e soffre di gelosia quando lui si dimostra troppo sensibile al fascino di altre ragazze. Kokori è cresciuta nel villaggio di Jimina sotto la protezione della strega del villaggio.
In tutte e due le serie Kokori finisce per trasformarsi in un diavoletto per un certo lasso di tempo, ma ci sono alcune differenze tra le due versioni. Nella prima serie Kokori si trasforma in diavoletto perché ha sbagliato dieci incantesimi e lo rimane solo per metà episodio.
Nella seconda serie, Kokori si trasforma in un diavoletto a causa della sua gelosia verso una ragazza che apparentemente vuole sottrarle Nike. Questo dà il via a una complessa storia alla fine della quale Kokori tornerà normale. Il tempo per cui Kokori rimane diavoletto dura dall'episodio 29 all'episodio 31.
È la migliore amica di JuJu che, come lei, è innamorata di Nike.
Nike (ニケ?, Nike)
Doppiato da: Fujiko Takimoto (serie 1994), Omi Minami (serie 2000), Shizuka Ishigami (serie 2017) (ed. giapponese), Daniele Raffaeli (serie 1994 e 2000) (ed. italiana)
È il "valoroso guerriero" della leggenda, nonché, al contempo, un marmocchio pestifero, astuto, opportunista, stravagante e con una fissazione per le belle ragazze.
Nike è nato e cresciuto nel villaggio di Jimina. Il padre Bud ha sempre desiderato essere un valoroso guerriero, ma ai suoi tempi il re del male Giri non si era ancora risvegliato. Così decide di addestrare Nike affinché diventi da grande il valoroso guerriero. Inizialmente Nike non vuole diventare il valoroso guerriero, ma viene infine convinto (o per meglio dire costretto) dai suoi genitori. Prima di partire Nike si reca alla casa della strega dove conosce Kokori. Recatosi al castello di Kodai, Nike riceve il titolo di valoroso guerriero estraendo una spada dalla Scatola di Ranyaranka. Accompagna Kokori nella lotta contro il perfido Giri difendendola dai pericoli. In realtà Nike preferisce non combattere e possibilmente lascia a Kokori il compito di sconfiggere i mostri (spesso lui dà solo il colpo di grazia quando il mostro è già a terra). Il suo comportamento fa spesso ingelosire Kokori che non sopporta quando fa il cascamorto con altre ragazze. Nella prima serie Nike è un guerriero, ma nella seconda serie scopre di essere un ladro.
Edvarg (アドバーグ・エルドル?, Adobāgu Erudoru)
Doppiato da: Ken'ichi Ogata (serie 1994 e 2000), Katsuyuki Konishi (serie 2017) (ed. giapponese), Valerio Ruggeri (serie 1994 e 2000) (ed. italiana)
È l'anziano sindaco del villaggio di Kitano o semplicemente Kita, che per salvare la tradizione della danza Kita Kita, dato che non sono più nate donne in grado di ballarla, decide di iniziare a ballarla lui e di girare il mondo in cerca di un valido erede per poterla tramandare. Quando ancora c'erano le donne a ballarla (poiché la danza Kita Kita era esclusivamente femminile), file di uomini giungevano per vedere le ragazze del villaggio ballarla. Ciò portava enorme profitto al villaggio, ma con la perdita delle danzatrici, il villaggio finì presto in crisi. Edvarg ammette di trovare alquanto strano e misterioso che al villaggio Kita da tempo, non siano più nate delle bambine. Come ammesso da Edvarg, la danza Kita Kita, è una danza sacra per rendere omaggio agli dei. È uno degli elementi comici più riusciti del manga e dell'anime, mentre esegue, vestito con solo un gonnellino di paglia, l'assurda danza Kita Kita anche nei momenti di più drammatico pericolo. Inspiegabilmente Edvarg sembra, sia nel manga che nell'anime, non poter essere mai sconfitto, infatti mentre tutti sono a terra solo lui è ancora in piedi a ballare la danza Kita Kita. Questo fatto incuriosisce a tal punto da far nascere il sospetto se lui sia umano o no. La sua danza suscita il disgusto degli altri personaggi e la rabbia dei mostri. Ha la caratteristica di spuntare fuori all'improvviso e sempre al momento meno opportuno. Nella prima serie, Edvarg, Kokori e  Nike finiscono per caso in una scuola per magia. Edvarg cerca tra le studentesse qualcuno disposta a danzare la danza kita kita. Nel vedere il suo aspetto tutte le studentesse scappano impaurite. Una di queste però, rimane affascinata dall'abbigliamento di Edvarg, decidendo infine di indossarlo, indicandola probabilmente come la prossima erede della danza kita kita in futuro.
JuJu (ジュジュ?, JuJu)
Doppiata da: Yuri Amano (serie 1994), Kae Araki (serie 2000), Yō Taichi (serie 2017) (ed. giapponese), Ilaria Latini (serie 1994 e 2000) (ed. italiana)
È la profetessa del villaggio di Shiugy, ed è chiamata anche Lunar. Suo padre è il Gran Sacerdote Badjani. JuJu dorme molto ed è proprio nella fase di dormiveglia che compie le sue profezie.
Sa compiere anche dei Miracoli, che in realtà non sono che Magia Bianca, la quale sa usare molto bene.
Inoltre, quando i suoi occhi diventano gialli, può diventare veramente molto aggressiva, nonostante il suo aspetto rimanga quello di bambina dolce tenera. Questa sarebbe una fase di "Trance".
Grazie al suo libro può leggere profezie e annunciare avvenimenti futuri.
È chiamata dai suoi servitori Platoisti "Divina JuJu", proprio per le sue capacità.
Quando ha conosciuto Nike e Kokori, le è venuta voglia di viaggiare, ma non lo poteva fare perché spesso braccata da suo padre e dai Platoisti.
È presente in circa 10-13 episodi, tuttavia quando c'è si rende molto utile, come quando ha guarito Kokori quando era diavoletto in Guru Guru - Batticuore della magia.
Sembra essere molto amica di Kokori, tuttavia sono entrambe innamorate di Nike, con la differenza che Kokori lo dimostra molte volte, e JuJu lo tiene segreto. Il suo vero nome è Juju Ku Sonamur e da piccola veniva chiamata affettuosamente "Piccola Ku", esattamente come Kokori.

### Antagonisti
Giri (魔王ギリ?, Maō Giri)
Doppiato da: Shigezō Sasaoka (serie 1994), Ryūzaburō Ōtomo (serie 1994, ep. 45 e serie 2000), Banjō Ginga (serie 2017) (ed. giapponese), ? (serie 1994 e 2000), Giovanni Argante (serie 1994 e 2000) (ed. italiana)
Il re del male che dopo 300 anni si è risvegliato, poiché il sigillo che lo teneva prigioniero si è spezzato. Sono stati proprio gli antenati di Kokori, della tribù dei MiguMigu, a sigillarlo dopo una lunga guerra. Spesso viene raffigurato vestito con un grosso mantello nero svolazzante, due occhi rosso fuoco e un bicchiere di vino nella sua mano.
Coloro che sanno della storia, spesso si domandano perché i MiguMigu, avendo il potere di distruggere il malvagio re del male Giri, si limitarono a confinarlo con un incantesimo.
Reid (レイド?, Reido)
Doppiato da: Katsumi Toriumi (serie 1994) Megumi Kubota (serie 2000), Nobuhiko Okamoto (serie 2017) (ed. giapponese), Riccardo Niseem Onorato (serie 1994 e 2000) (ed. italiana)
Reid, il principe delle tenebre, appare come il nemico principale di Nike. Reid appare infatti innamorato di Kokori, che comunque non lo ricambia. Decide così di sconfiggere Nike nella speranza che Kokori cambi idea e si schieri dalla sua parte. Tra i vari personaggi, questo è uno dei più buffi, dato che utilizza la magia nera in modo ridicolo, compiendo attacchi altrettanto ridicoli, malgrado la loro potenza. Adora chiamare la gente con nomi da lui inventati. Come se non bastasse, Reid ha paura dei mostri, e possiede anche una smania distruttiva che spesso lo porta e compiere sciocchezze. Nella seconda serie vola spesso per i continenti a bordo di una nave volante con la quale segue e attacca Nike e Kokori.
Kaya (カヤ?)
Doppiato da: Rokurō Naya (serie 1994 e 2000), Nobuo Tobita (serie 2017) (ed. giapponese), Ettore Conti (serie 1994 e 2000) (ed. italiana)
Kaya è un ambiguo personaggio; nella prima serie non è altro che un mostro infiltratosi come mago nel castello di Kodai per assassinare re Urga XIII (ma il suo piano viene sventato da Nike e Kokori); nella seconda serie, Kaya è un potente stregone, sempre al servizio di Giri, che si interessa molto al Guru Guru. Kaya mantiene in tutte e due le serie il suo aspetto: un vecchio talmente brutto e spaventoso da suscitare paura tra i suoi stessi mostri e servitori.
Monk (モンク?, Monku)
Doppiato da: Yoichi Masuda (serie 2000), Masaki Terasoma (serie 2017) (ed. giapponese), Paolo Lombardi (serie 2000) (ed. italiana)
Monk è il primo stratega delle forze oscure al comando di Giri. All'inizio aiuta Reid e lo accompagna, ma dopo il suo fallimento, come punizione, viene relegato al dungeon del Monte Lima (ormai vuoto) per sorvegliarlo e lì resta per tutta la durata della seconda serie mentre nella prima non appare affatto.
Spiffero
Doppiato da: ? (serie 1994), ? (serie 2000) (ed. giapponese), Emanuela D'Amico (serie 1994 e 2000) (ed. italiana)
Spiffero è un folletto maligno che spia Nike e Kokori per poi riferirne le mosse a Giri.
Tuttavia si ritrova spesso a parlare troppo e quindi a fornire informazioni molto utili ai due eroi.

### Altri personaggi
Bud (バド?, Bado)
Doppiato da: Hiroshi Masuoka (serie 1994), Kazuhiko Nishimatsu (serie 2000), Koichi Soma (serie 2017) (ed. giapponese), Franco Mannella (serie 1994 e 2000) (ed. italiana)
Bud è lo stravagante padre di Nike. Da piccolo voleva diventare il valoroso guerriero e si era allenato duramente, ma, purtroppo per lui, il re del male a quel tempo non era ancora tornato.
Così Bud ha dovuto rinunciare al suo sogno, tuttavia decise di fare di suo figlio il valoroso guerriero. Sin dalla nascita di Nike, il padre lo allena segretamente facendogli credere che si tratta solo di giochi. A causa di tutto questo Nike non ha un buon rapporto con suo padre che ha voluto costringerlo a diventare il valoroso guerriero e spesso gli si oppone o lo ricorda con astio.
Lena (レナ?, Rena)
Doppiata da: Kikuko Inoue (serie 1994), Hizuru Kurita (serie 2000), Ayumi Tsunematsu (serie 2017) (ed. giapponese), Claudia Razzi (serie 1994 e 2000) (ed. italiana)
Lena è la madre di Nike. A dispetto del suo aspetto delicato e gentile è molto decisa e sa come farsi obbedire. Lena ha sempre sostenuto l'obbiettivo del padre e lo appoggia quando vuole inviare Nike al castello, si potrebbe dire che è merito della madre se alla fine Nike parte.
Nonna di Kokori (イザベル＝クリスチーナ?)
Doppiata da: Keiko Yamamoto (serie 1994 e 2000), Reiko Suzuki (serie 2017) (ed. giapponese), Cristina Noci (serie 1994 e 2000) (ed. italiana)
È la vecchia strega che vive ai margini del villaggio di Jimina e che ha allevato Kokori come fosse la sua nonna adottiva. Ha insegnato alla piccola Kokori la magia Guruguru seguendo un libro che le era stato lasciato da un discendente Migumigu che le aveva anni addietro affidato la bambina.
È affezionata a Kokori, ma molto severa e testarda. È eccentrica e un po' matta.
Zaza (ザザ・ドルドル?, Zaza Dorudoru)
Doppiato da: Hiromi Ishikawa (serie 1994), Natsumi Fujiwara (serie 2017) (ed. giapponese), Simone Crisari (serie 1994) (ed. italiana)
Zaza è un personaggio che compare praticamente solo nella prima serie. Figlio del capo villaggio di Kita, voleva essere un mago come Kokori, ma alla fine dell'avventura sul monte Lima decide di diventare un guerriero come Nike.
Migu (ミグ・ドルドル?, Migu Dorudoru)
Doppiata da: Satomi Kōrogi (serie 1994), Kaede Hondo (serie 2017) (ed. giapponese), Domitilla D'Amico (serie 1994) (ed. italiana)
Anche Migu, come Zaza, compare solo nella prima serie dell'anime, tuttavia appare anche nella seconda serie anche se per pochi momenti e non influisce in alcun modo con la trama. Si tratta della sorella di Zaza, una bella ragazza che ha il pallino per le arti marziali tanto da credersi imbattibile. Essendo l'unica giovane ragazza nel villaggio di Kita, ha il dovere di imparare la danza rituale del villaggio di Kita ma non ha nessuna intenzione di farlo.
Toma (トマ・パロット?, Toma Parotto)
Doppiato da: Chie Kōjiro (serie 1994 e 2000), Yukiyo Fujii (serie 2017) (ed. giapponese), Stefano De Filippis (serie 1994 e 2000) (ed. italiana)
Toma è un ragazzo che Nike e Kokori conoscono durante la loro missione nel villaggio di Kita. Toma è forse l'unico personaggio "normale" dell'anime e del manga, è molto abile nel risolvere enigmi e spesso fornisce un grande aiuto a Nike e Kokori. Nella prima serie Toma vuole diventare un Chierico e rimane nel villaggio di Kita. Nella seconda serie, invece, decide di diventare un artefice e mostra subito una grande esperienza e un gran interesse verso questo mestiere. Inoltre, nella seconda serie, Toma assume un ruolo più importante accompagnando Nike e Kokori in molti dei loro viaggi e, anche quando conosce il maestro Adamsky e decide di diventare suo allievo, ritrova e aiuta nuovamente i due eroi. Alla fine, però, si stabilisce ad Arahabika diventando un carpentiere.
Durante l'avventura Toma fornisce molti oggetti utili (anche se spesso stravaganti) e molte buone idee a Nike e Kokori.
Adamsky (アダムスキー?, Adamusukī)
Doppiato da: Kenji Tachibana (serie 2000), Yasuhiko Kawazu (serie 2017) (ed. giapponese), Gianni Quillico (serie 2000) (ed. italiana)
Adamsky è un artefice alquanto esperto che Nike e Kokori incontrano a Kopal. Benché egli si definisca un "genio artistico" le sue creazioni non hanno molto di artistico. Personaggio ambiguo, Adamsky fa di Toma il proprio allievo e tra i due nasce una forte amicizia. Insieme Adamsky e Toma si impegnano nel costruire artefatti magici e nel restaurare oggetti antichi, insieme aprono anche un negozio.
Gruye're (グリエル?, Gurieru)
Doppiata da: Kyoko Hikami (serie 1994, 1ª voce) Yuki Masuda (serie 1994, 2ª voce), Yurika Kubo (serie 2017) (ed. giapponese), Francesca Manicone (serie 1994) (ed. italiana)
Si tratta di una fatina che Nike incontra nel dungeon del Monte Lima e in seguito rincontra al Villaggio delle Fate. Quando il Valoroso Guerriero la incontra, Gruye're è tenuta prigioniera in una stanza poiché aveva sentito pronunciare il punto debole del guardiano del dungeon e lo aveva rivelato a tutti i suoi amici. Come tutte le fate è appassionata di storie d'amore ed è alquanto irascibile. Questo personaggio compare solo nella prima serie.
Capo della Gilda della Magia delle Tenebre (闇の総裁?, Yami no sōsai)
Doppiato da: Ikuo Nishikawa (serie 1994 e 2000), Hideaki Ono (serie 1994, forma umana), Akira Ishida (serie 2017) (ed. giapponese), Renato Cortesi (serie 1994 e 2000)  (ed. italiana)
Il malvagio Giri lo ha trasformato in un barboncino bianco (parlante). Attualmente è diviso tra le sue due nature, il mago solenne e il cagnetto che fa cose stupide.
Runrun (ルンルン・フェルメール?, Runrun Ferumēru)
Doppiata da: Naoko Matsui (serie 1994), Saori Ōnishi (serie 2017) (ed. giapponese), Roberta Pellini (serie 1994 e 2000) (ed. italiana)
Assistente del Capo della Gilda della Magia delle Tenebre e maga serpente, in realtà è lei che comanda la Gilda poiché il Capo è un cane. Efficiente e aggressiva, è un'alleata di Kokori. Runrun detesta il suo nome e non vuole che venga pronunciato. Spesso si ritrova a dover rimproverare il Capo della Gilda quando commette sciocchezze. Nella seconda serie si innamora del Capo della banda di ladri di Kopal, Sly.
Lagiti (ラジニ?, Rajini)
Doppiato da: Koichi Chiba (serie 1994), Tomohisa Asō (serie 2017) (ed. giapponese), Franco Zucca (serie 1994) (ed. italiana)
Lagiti è un esperto mago, membro della Gilda della Magia delle Tenebre nel Villaggio di Shugy che riceve il compito di addestrare Kokori, aiuta anche Nike nello scegliere che palestra frequentare per allenarsi.
Gochinko (ゴチンコ?)
Doppiato da: Masahiro Anzai (serie 1994), Kohei Kowada (serie 2000), Rikiya Koyama (serie 2017) (ed. giapponese), Pasquale Anselmo (serie 1994 e 2000) (ed. italiana)
Gochinko è un membro segreto della religione Platoista, il suo compito è quello di proteggere JuJu nei momenti di pericolo. Questo strano personaggio possiede una palestra nel villaggio di Shugy e il primo insegnante di spada di Nike e gli insegna alcune mosse base. La sua tattica è quella di far ridere i nemici e di coglierli mentre sono distratti. Però questo buffo metodo lo porta a indossare abiti decisamente fuori dal comune e a attaccare in pose altrettanto ridicole. Nonostante ciò è un esperto spadaccino anche se molto stravagante. Gochinko appare in tutte e due le serie ma mentre nella prima ha un ruolo "concreto", nella seconda, invece, si limita a fare da comparsa.
Gatari (ガタリ?)
Doppiato da: Gen Idemitsu (serie 2000), Daiki Nakamura (serie 2017) (ed. giapponese), Gerolamo Alchieri (serie 2000) (ed. italiana)
Gatari è un eremita che vive nella valle Lingua di Gatto. È famoso per la sua capacità di "ispirare" la gente, un metodo alquanto buffo che permette di risvegliare i talenti nascosti di una persona. A causa di questo suo potere ha deciso di ritirarsi in isolamento. Personaggio piuttosto burbero, Gatari ha la tendenza a scoreggiare nei momenti importanti. Accetta di aiutare Nike e Kokori solo sotto compenso e appare solo nella seconda serie. In realtà Gatari è un ex-sacerdote che, avendo cercato di proteggere la tribù dei Migu migu, era stato condannato all'esilio.
Sly (スライ?, Surai)
Doppiato da: Taiten Kusunoki (serie 2000), Kenji Hamada (serie 2017) (ed. giapponese), Christian Iansante (serie 2000) (ed. italiana)
Sly è il capo della banda di ladri Gaba che opera nel regno di Kopal. Ladro molto esperto, agile e forte, accetta di far entrare Nike e Kokori nella banda per addestrarli a patto che gli insegnino a cucinare. Sly, infatti, ha una vera e propria mania per la cucina, ma cucina malissimo provocando il malumore dei suoi compagni che, però, non osano criticarlo. Come tutti i ladri, Sly ha paura della magia e delle creature mistiche come gli spiriti.
Principessa Milka (ミルカ姫?, Miruka hime)
Doppiata da: Ryōko Nagata (serie 2000), Yukari Tamura (serie 2017) (ed. giapponese), Federica De Bortoli (serie 2000) (ed. italiana)
Milka è la principessa ereditaria del Regno di Kopal. Viene volontariamente nella foresta per incontrare Sly e consegnargli una preziosa mappa che è la sola speranza per salvare il regno. Ragazza alquanto timida e molto bella, ma molto coraggiosa Milka diviene subito oggetto della ammirazione di Nike. Tuttavia durante l'avventura è presa dal fascino di Sly e se ne innamora.

### Spiriti
Gipple (ギップル?, Gippuru)
Doppiato da: Urara Takano (serie 1994 e 2000), Takahiro Sakurai (serie 2017) (ed. giapponese), Alida Milana (serie 1994 e 2000) (ed. italiana)
Piccolo e volenteroso folletto e spirito del vento. Non molto potente, questo spiritello indossa solo un fundoshi sotto il mantello, come si può notare quando Gipple si trasforma in tenda. Quasi sempre nelle battaglie Gipple scappa lasciando Nike e Kokori da soli ad affrontare i mostri. Molto particolare è il suo comportamento poiché basta una frase troppo sdolcinata o enfatica per farlo spuntare fuori e gridare: "disgustoso". Inoltre si diverte a leggere i pensieri (specialmente di Nike) e a divulgarli. Nonostante ciò Gipple si rivela molto utile a Nike e Kokori ai quali fa da guida e fornisce informazioni su continenti, località e città.
Folletto della Negazione
Un curioso spirito che appare ogni volta che viene pronunciata una negazione per commentarla. Gli esseri umani non lo possono vedere anche se appare molto spesso.
Folletto Scompiglio o Spirito del Caos
Questo spirito, o folletto, appare quando la situazione è molto confusa o caotica brandendo due rape.
Spirito di Pipibau
Spirito creato dal patriarca dei Migu migu prima di morire per trasmettere importanti messaggi a Kokori e Nike. Essendo stato creato frettolosamente ha un aspetto inguardabile.
Spirito del Gas
Spirito che appare quando Kokori apre il libro della magia nera. Insegna alla giovane strega come utilizzare il libro e gli lascia importanti informazioni. Scompare una volta portata a termine la sua missione.
Tavola Profetica
Una Tavola che avverte Kokori degli eventi futuri con una profezia. Benché appaia in tutte e due le serie, sono le profezie che variano.
Psycho la Sfinge Solare (サイコ妖精?, Saiko yōsei)
Doppiato da: Akio Ōtsuka (serie 1994), Tsuguo Mogami (serie 2017) (ed. giapponese), Roberto Draghetti (serie 1994) (ed. italiana)
Saiko è uno spirito evocato da Lagiti per mettere alla prova Kokori. Durante il viaggio verso Shugy, Saiko sbarra la strada ai due eroi e propone loro un indovinello. Se Nike e Kokori lo sapranno risolvere li lascerà passare, ma in caso contrario gli cancellerà la memoria e li riporterà al punto di partenza.
Mogerbo (モゲル?, Mogeru)
Doppiato da: Reiko Fujita (serie 2000), Natsumi Hioka (serie 2017) (ed. giapponese), ? (serie 2000) (ed. italiana)
Mogerbo è uno spirito dell'erba. Poiché la tribù Migu mugu gli salvò la vita lui, per riconoscenza, si è impegnato a sorvegliare la Torre dell'Infinito per 300 anni. Spirito alquanto strano quanto ingenuo poiché crede perfino a Edvarg quando egli gli dice di essere un guerriero, Mogerbo aiuta molto Nike e Kokori ma si dimostra un pessimo guardiano poiché al suo risveglio la torre è invasa dai mostri.
Spiriti della Foresta
Strani spiriti che Nike e Kokori incontrano in una foresta nel Regno di Kopal. Si tratta di esseri strani che se se ne ha paura, quando parlano, anziché sentire quello che dicono realmente, li si sente proferire minacce di morte.
Drago della Foresta
Spirito invocato dagli Spiriti della Foresta perché spaventati dall'aggressività di Sly. Il suo aspetto è quello di un gigantesco drago di legno.
Guardiano della religione Platoista
Si tratta di un buffo spirito dalla bocca enorme ma dal corpo piccolissimo che può essere evocato unendo i due bracciali della terra e del cielo. La sua enorme bocca ha un solo scopo: mangiare i nemici.
Spirito di Cipiupiu
Si tratta dello spirito protettore dell'impero di Jaba. Se davanti alla sua statua un essere umano grida: "amo la vita!" mentre con la mano sinistra tira pugni e si infila un dito nel naso con la destra tenendo un pezzo di pane tra le gambe, sarà trasformato in maiale.
Il suo nome appare un gioco di parole sul linguaggio di programmazione C++.

## Creature magiche
- Meke Meke

Le Meke Meke, chiamate così per il loro verso che è Meke Meke, sono animali a pelo lungo caratteristici dei villaggi. Con la loro lana è possibile fabbricare tuniche resistenti a tutti i tipi di magie, infatti anche Kokori ne indossa una. Però mentre la lana delle Meke Meke abbonda nei villaggi, nelle grandi città la loro lana scarseggia e viene considerata rara e preziosa. Nike e Kokori visitano un villaggio i cui abitanti addirittura venerano le Meke Meke come dei.
- Kem Kem

I Kem Kem sono buffi animali pelosi che non sono aggressivi, ma adorano vestire la gente con vestiti stupidi e alquanto brutti.
- Il Drago di linea

Si tratta di un drago dell'aria che vola lungo tutta la Valle Lingua Di Gatto ed è stato adattato al trasporto passeggeri. Una volta espugnata la Torre dell'Infinito il Drago torna al suo compito originario: fare da trasporto tra il continente di JamJam e quello di Kopa.
- Kopta

I Kopta sono una specie di struzzo che viene utilizzato come mezzo di trasporto. La prima missione di Nike e Kokori nel clan Gaba è proprio prendersi cura di questi animali.

## Luoghi
- Il Continente Di Jam Jam governato nella sua interezza dal sovrano del regno di Codai, Re Urga 13°, è il teatro delle prime avventure di Nike e Kokori.

La capitale, Codai, sita nella parte settentrionale del continente, sorge ai piedi del castello reale, ed è una città molto grande e movimentata, dove si possono trovare molte cose interessanti, come merci proveniente dai terre lontane e le più utili ed eleganti attrezzature per gli avventurieri. Verso sud, non molto distante da Codai, sorge il piccolo villaggio di Jimina, uno dei tanti villaggi costruiti dagli esseri umani, dove sono nati e cresciuti Nike e Kokori. Luogo pacifico e accogliente, Jimina è celebre per le sue Mekemeke, una razza di curiosi e mansueti erbivori la cui lana è molto pregiata. Più lontano, nel territorio caduto sotto il dominio del Re del Male, si trova Kita, un villaggio piuttosto rinomato per la Polvere di Stelle che si accumula sul vicino Monte Lima, e con cui si possono costruire armi dalle favolose proprietà. Caratteristica di Kita è anche la danza Kitakita, un'antica danza rituale che le giovani fanciulle del luogo eseguivano per rendere omaggio agli dei. Nella regione occidentale del continente a Ovest è situata la sede segreta della Gilda della Magia Nera.
- Il Continente di Gelny è un territorio vastissimo a ovest di Jam Jam viene raffigurato come molto ricco e prospero, ma è ricoperto di vaste distese deserte. Nonostante ciò sono fioriti molti imperi e regni. Un vasto mare separa i due continenti. A metà strada tra i due continenti si trova l'Isola Centrale, una bella ma povera isola. È nel Continente di Gelny che si svolgono molte delle avventure di Nike e Kokori oltre al loro addestramento ed è sempre qui che i due eroi incontrano molti dei personaggi con cui stringeranno una forte amicizia.

- Il continente di Kopa è una terra bellissima ricoperto da una ricca vegetazione e per questo viene chiamato anche "Il continente fiorito", la capitale, Kopal, è soprannominata "Il paradiso verde". È nel continente di Kopa che Nike e Kokori vivono la maggior parte delle avventure nella seconda serie dell'anime. A Sud di Kopal si trova la Regione Magica, una misteriosa terra abitata non solo da umani ma per la maggior parte anche da mostri. Quando Nike e Kokori approdano nel continente trovano l'atmosfera un po' cambiata.

## Media

### Manga
Il manga è stato scritto e disegnato da Hiroyuki Etō e serializzato dall'11 luglio 1992 al 12 agosto 2003 sulla rivista Monthly Shōnen Gangan edita da Enix. In seguito i vari capitoli sono stati raccolti in 16 volumi tankōbon pubblicati tra il 21 agosto 1993 ed il 22 ottobre 2003.
In Italia la serie è stata pubblicata da Dynamic Italia dal gennaio 2002 al 10 marzo 2003, interrompendosi al nono numero corrispondente al quinto originale. In occasione del Milan Games Week 2023, il 25 novembre 2023, Edizioni BD ne annuncia la ripubblicazione in una nuova edizione in 8 volumi basata sulla shinsōban giapponese che è stata pubblicata dal 25 settembre al 4 dicembre 2024.
Una seconda serie intitolata Mahoujin Guru Guru 2, che funge da sequel alla prima serie, viene scritto e disegnato dal medesimo autore dal 1º novembre 2013 sulla rivista Gangan Online edita da Square Enix. I capitoli vengono raccolti in volumi tankōbon dal 22 luglio 2013.

### Anime

Primo DVD della prima serie anime, raffigurante Kokori e Nike

Esistono tre serie animate di Guru Guru. La prima risale al 1994, è intitolata Guru Guru - Il girotondo della magia e conta 45 episodi. Le sigle d'apertura sono Magic of Love di TOo'S (ep. 1-31) e Harete Hallelujah di Aki Okui (ep. 32-45) mentre quelle finali Wind Climbing ~ Kaze ni asobarete di Aki Okui (ep. 1-26) e Mou tomaranai di Slap Sticks (ep. 27-45). In Italia la serie è stata trasmessa su Rai 2 dal 12 novembre 2001 al 15 gennaio 2002. La sigla italiana è Guru Guru il girotondo della magia, composta dal trio Di Sanzo/Lucato/Tibaldi, cantata da Cristina Valenti.
La seconda, datata 2000, conta 38 episodi ed è intitolata Guru Guru - Batticuore della magia. La sigla d'apertura è Dynamite Heaven di 2Shy4U mentre quelle di chiusura sono rispettivamente Nishi no sora e di Spoon (ep. 1-25) e Enjoy the party di R'OSE (ep. 26-38). In Italia la serie è stata trasmessa su Rai 2 dal 14 giugno 2004. La sigla italiana è Guru Guru il batticuore della magia, composta da Mirko Fabbreschi e Fabrizio Mazzotta, cantata dai Raggi Fotonici.
Le prime due serie non hanno un collegamento netto tra di loro, in quanto la prima serie è stata realizzata quando il manga era ancora all'inizio e molte puntate sono state realizzate con una storia un po' diversa da quella della versione cartacea. La seconda serie riparte da metà della prima serie e racconta l'avventura avvicinandosi maggiormente al manga.
Un nuovo adattamento anime di ventiquattro episodi, intitolato Magical Circle Guru-Guru e prodotto da Production I.G per la regia di Hiroshi Ikehata, è stato trasmesso dall'11 luglio al 19 dicembre 2017. La serie, composta da 24 episodi, è stata sceneggiata da Hisaaki Okui mentre il character design è stato affidato a Naoyuki Asano. Le sigle utilizzate per gli episodi 1-12 sono Trip Trip Trip di ORESAMA (apertura) e "Round&Round&Round di TECHNOBOYS PULCRAFT GREEN-FUND e Bonjour Suzuki (chiusura). La seconda coppia di sigle, utilizzata dall'episodio 13 al 24, invece è composta da Ryuusei Dance Floor di ORESAMA e Magical Circle di TECHNOBOYS PULCRAFT GREEN-FUND e Shōko Nakagawa (chiusura).

### Film
Mahoujin Guru Guru (魔法陣グルグル? lett. "Guru Guru - La leggenda del cetriolo della felicità") è un mediometraggio animato di 30 minuti pubblicato in Giappone il 20 aprile 1996.
Nike e Kokori vengono a sapere, in un villaggio, dell'esistenza di un misterioso cetriolo, chiamato Cetriolo della Felicità che permette di realizzare un desiderio a chi lo mangia. Il cetriolo è custodito da un feroce Drago che ha la particolarità di ascoltare prima il desiderio della persona e, solo ritenendolo valido, di consegnarlo a chi lo chiede. Nike e Kokori partono ugualmente per realizzare i propri desideri (a quanto pare Nike vorrebbe un harem di ragazze mentre Kokori una casetta tranquilla dove vivere con Nike). A loro si uniscono anche JuJu e l'inseparabile Edwarg. A ostacolarli arriva un gruppo di quattro mostri con la missione di consegnare il Cetriolo al loro capo. I quattro mostri rappresentano le caricature di protagonisti di famosi film horror: oltre al leader, uno scheletro con un cilindro, vi è un orso con una maschera da hockey e una spatola, un uccello vestito da Freddy Krueger di Nightmare e un alieno deformato. I quattro iniziano così il viaggio fra ostacoli e battaglie con gag che da sempre caratterizzano l'anime.

## Accoglienza
Al 2017, il manga ha venduto più di 14 milioni di copie in Giappone.
Retrospettivamente, la rivista Famitsū ha classificato Kokori come la seconda eroina più famosa degli anime degli anni '90.